# Moultonborough
Moultonborough är en kommun (town) i Carroll County i delstaten New Hampshire, USA med 4 044 invånare (2010).